# Kemenesmihályfa
Kemenesmihályfa è un comune dell'Ungheria di 564 abitanti (dati 2001). È situato nella contea di Vas.